# Jean-Jacques Beineix
Jean-Jacques Beineix (París, 8 d'octubre de 1946 - 13 de gener de 2022) va ser un director de cinema francès més conegut per les pel·lícules Diva i Betty Blue. La seva obra és considerada com un dels principals exemples del moviment cinematogràfic cinéma du look.

## Primera vida i educació
Jean-Jacques Beineix era fill de Robert Beineix, director d'una companyia d'assegurances, i de Madeleine Maréchal. Va ser estudiant tant al Lycée Carnot com al Lycée Condorcet de París. Després d'assolir el batxillerat, es va matricular a la facultat de medicina, però va abandonar després dels fets del maig de 1968. Va fer la prova d'accés a l'Institut des hautes études cinématographiques (IDHEC), però la va suspendre (la seva classificació final va ser 21è).

## Carrera
Va començar la seva carrera l'any 1964 com a ajudant de direcció de Jean Becker a la popular sèrie de televisió francesa Les Saintes chéries. Va romandre amb la sèrie durant tres anys. El 1970, va treballar per a Claude Berri i, l'any següent, per a Claude Zidi. El 1972 va ser segon assistent de direcció del drama de Jerry Lewis The Day the Clown Cried.
El 1977 Beineix va dirigir el seu primer curtmetratge, Le Chien de M. Michel, que va guanyar el primer premi al Festival de Trouville. El 1980 Beineix va dirigir el seu primer llargmetratge, Diva, que va rebre quatre Césars. La pel·lícula també es va presentar al 12è Festival Internacional de Cinema de Moscou. Diva es considera la primera pel·lícula del que més tard es va descriure com el cinéma du look. La crítica de cinema Ginette Vincendeau va descriure les pel·lícules realitzades per Beineix i altres com a "pel·lícules juvenils amb alts valors de producció.... El look del cinéma du look fa referència a la gran inversió de les pel·lícules en una estètica no naturalista i conscient de si mateix, especialment colors intensos i efectes d'il·luminació. La seva espectacular mise-en-scène (basada en un estudi) i tècnicament brillant se sol posar al servei de trames romàntiques." El cinéma du look també incloïa les pel·lícules de Luc Besson i Leos Carax.
El seu segon llargmetratge, La Lune dans le caniveau, va ser nominat a la Palma d'Or al 36è Festival Internacional de Cinema de Canes. Nominada a tres Césars el 1984, guanyaria un premi a la categoria de Millor Disseny de Producció.
El 1986 Beineix va dirigir Betty Blue (títol original: 37°2 le matin), protagonitzada per Béatrice Dalle i Jean-Hugues Anglade. El 1987 fou nominada a l'Oscar a la millor pel·lícula de parla no anglesa, i en la mateixa categoria als Premis BAFTA i als Premis Globus d'Or. El 1986 va guanyar ael Grand Prix des Amériques i el premi a la pel·lícula més popular al Festival Internacional de Cinema de Mont-real i, el 1987, el premi de la Boston Society of Film Critics a la millor pel·lícula en llengua no anglesa. També va rebre el premi al millor pòster, un dels nou Césars pels quals va ser nominat. Beineix també va dirigir Roselyne et les lions el 1989, IP5: L'île aux pachydermes el 1992, i Mortel Transfert el 2001. El Festival Internacional de Cinema de Seattle de 1992 va concedir a Beineix el premi Golden Space Needle al millor director tant per Betty Blue com per IP5: L'île aux pachydermes.
L'any 1984 Beineix va formar la seva pròpia productora, Cargo Films, per tal de conservar la seva independència artística. Betty Blue (37°2 le matin) va ser la seva primera pel·lícula produïda per Cargo, i es va convertir en productor executiu de tots els seus projectes.
La companyia produeix llargmetratges i documentals sobre una gran varietat de temes, des de la ciència a l'art, passant pels drets de les dones i els problemes socials. Va treballar en col·laboració amb organitzacions científiques nacionals com el CNES i el CNRS per produir documentals.
L'any 2008, Beineix va dirigir una pel·lícula corporativa per al CNRS, 2 infinits (L2i). Es va projectar a l'octubre de 2008 al festival de cinema Imagine Science de Nova York.

## Vida personal
Beineix estava casat amb la seva dona, Agnès. Té un fill, la filla Frida, de la seva relació anterior amb l'actriu Valentina Sauca.
L'any 2006, Beineix va publicar un primer volum de la seva autobiografia, Les Chantiers de la gloire. El títol feia al·lusió al títol francès de la pel·lícula de Stanley Kubrick Camins de glòria.
Beineix va morir d'una leucèmia a casa seva de París el 13 de gener de 2022, als 75 anys.

## Filmografia
Com a ajudant de director
- 1970: Le Cinéma de papa de Claude Berri
- 1971: La Course du lièvre à travers les champs de René Clément
- 1972: The Day the Clown Cried de Jerry Lewis
- 1973: Défense de savoir de Nadine Trintignant
- 1973 : Par le sang des autres de Marc Simenon
- 1975: La Course à l'échalote de Claude Zidi
- 1976: L'Aile ou la Cuisse de Claude Zidi
- 1977: L'Animal de Claude Zidi
- 1978: French Postcards de William Huyck

Com a guionista
- 1985: L'Épi d'or, telefilm de Fabrice Cazeneuve: coguionista amb Olivier Mergault

Com a productor
- 2006: Requiem for Billy the Kid d'Anne Feinsilber (film-documental)
- 2006: Allez, Yallah ! de Jean-Pierre Thorn (documental)
- 2006: Cosmic Connexion d'Anne Jaffrenou i Marie Cuisset (documental)
- 2007: L'énigme du deuxième tableau de Muriel Edelstein (documental)

Com a director
- 1977 - Le Chien de Monsieur Michel - curtmetratge[17]
- 1981 - Diva - protagonitzada per Wilhelmenia Wiggins Fernandez, Frédéric Andréi[17]
- 1983 - La Lune dans le caniveau - protagonitzada per Gérard Depardieu, Nastassja Kinski[17]
- 1986 - Betty Blue - protagonitzada per Jean-Hugues Anglade, Béatrice Dalle[17]
- 1989 - Roselyne et les lions - protagonitzada per Isabelle Pasco, Philippe Clévenot[17]
- 1992 - Les Enfants de Roumanie - documental[26]
- 1992 - IP5: L'île aux pachydermes - protagonitzada per Yves Montand, Olivier Martinez[17]
- 1994 - Otaku : fils de l'empire du virtuel - documental[17]
- 1994 - Place Clichy sans complexe - documental[27]
- 1997 - Assigné à résidence - documental[17]
- 2001 - Mortel Transfert - protagonitzada per Jean-Hugues Anglade, Hélène de Fougerolles[17]

## Galeria

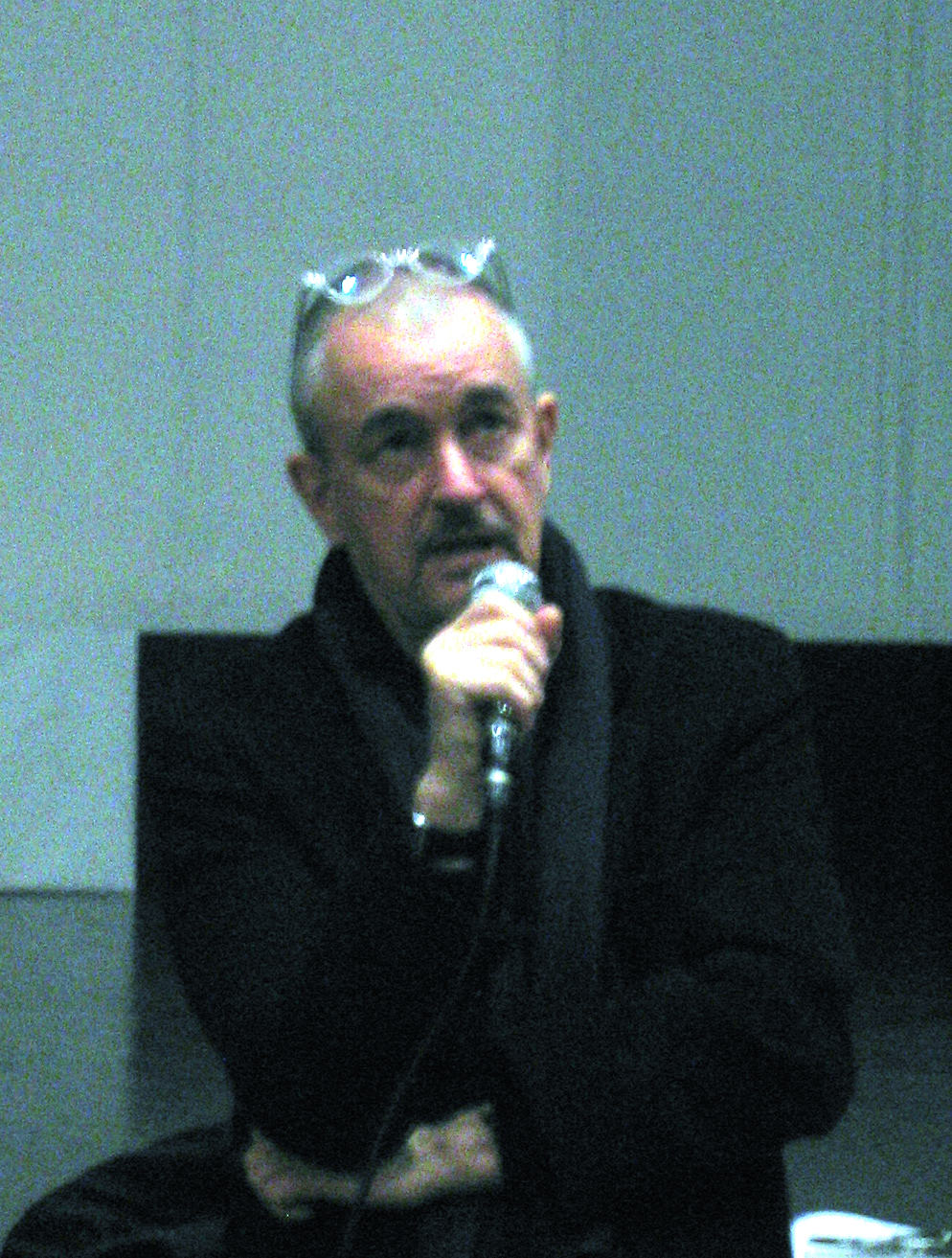
Jean-Jacques Beineix a la Maison de la Culture al 26è Festival Internacional de Cinema d'Amiens el 2006.
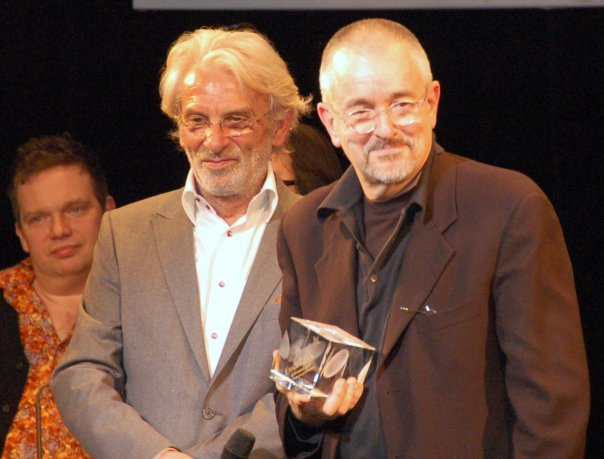
Jean-Jacques Beineix rep l'Étoile d'honor a les Étoiles d'Or del cinrma francès rl 2009.
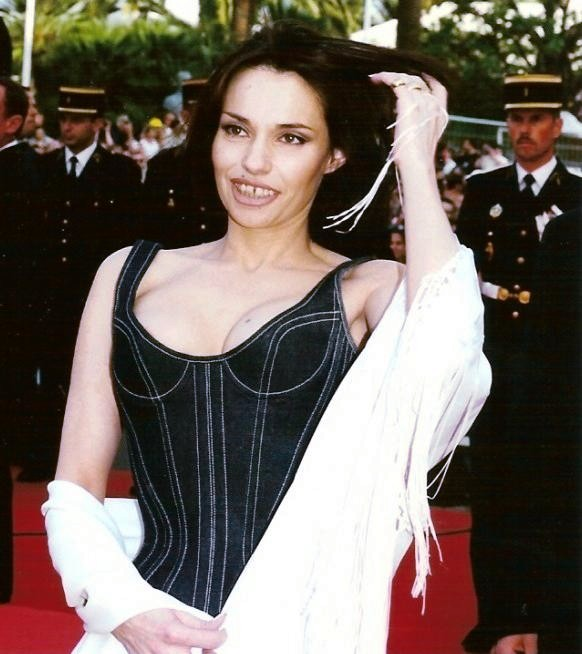
Béatrice Dalle, l'actriu principal de 37º2 le matin.
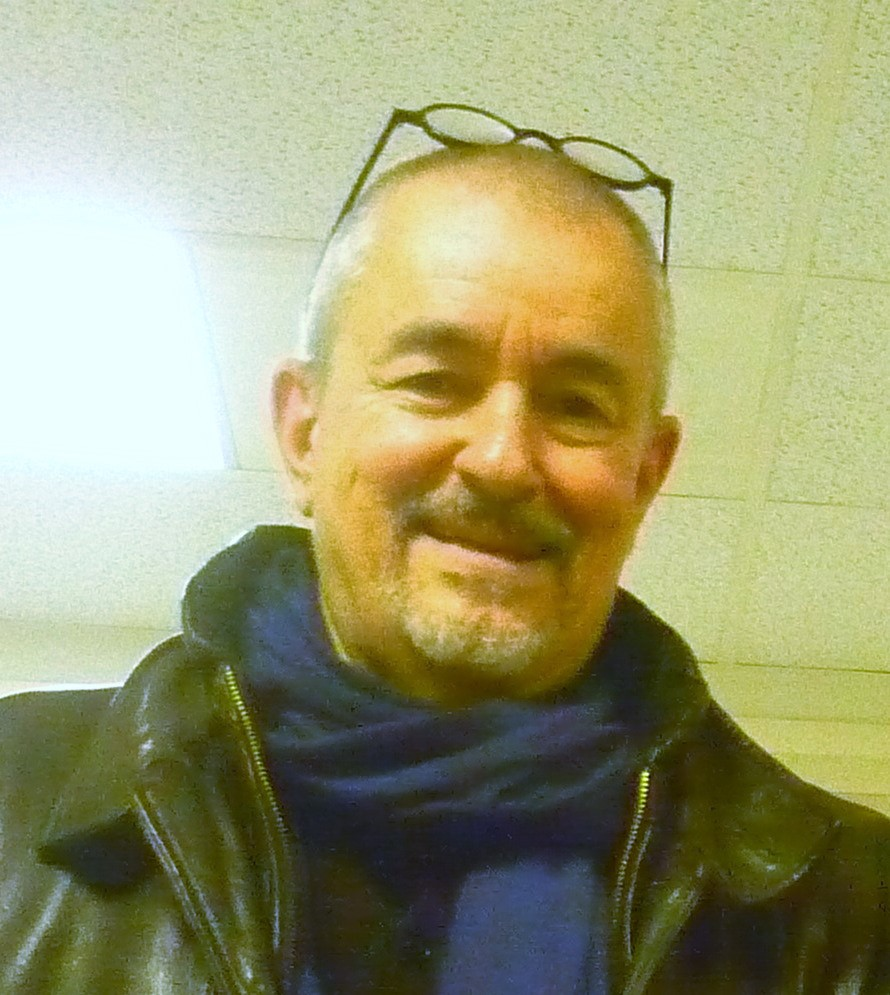
Jean-Jacques Beineix el 2013.